# José Castañeda Chornet
José Castañeda Chornet (València, 1900 - Madrid, 19 de març de 1987) va ser un economista i enginyer industrial valencià, membre de la Reial Acadèmia de Ciències Morals i Polítiques.

## Biografia
Es va llicenciar en dret a la Universitat de València en 1920, on fou deixeble de José María Zumalacárregui y Prat, aleshores catedràtic d'Economia i Hisenda Pública. Després va passar a estudiar a l'Escola d'Enginyers Industrials de Madrid, on es va llicenciar i fou professor de 1934 fins a l'esclat de la guerra civil. Allí va ser deixeble d'Antonio Flores de Lemus i Heinrich F. von Stackelberg.
Durant la guerra civil espanyola fou membre del Comissariat General d'Electricitat de la República i comandant de l'Exèrcit Popular de la República. Malgrat ser depurat després de la contesa, a partir de 1940 va formar part del grup d'economistes de la secció d'economia de l'Institut d'Estudis Polítics.
En 1944 es va incorporar com a professor de la Facultat de Ciències Polítiques i Econòmiques a la Universitat Complutense de Madrid, on l'octubre de 1945 va obtenir la càtedra de Teoria Econòmica, càrrec que va mantenir fins a la seva jubilació en 1970. En 1956 fou nomenat acadèmic de la Reial Acadèmia de Ciències Morals i Polítiques. Entre 1964 i 1967 fou nomenat degà, però durant les protestes estudiantils de 1969 fou separat i desterrat de la Facultat. En 1970 fou nomenat novament degà.
Va ser el introductor de l'econometria a Espanya a través de la tècnica de la programació lineal i fou el primer exponent del marginalisme, mètode analític microeconòmic que, mitjançant la utilització de funcions matemàtiques, pretén explicar els fenòmens econòmics. Va dirigir les revistes Revista de Ciencia Aplicada i Revista del Instituto de Racionalización del Trabajo. I després de jubilat va impartir cursos de doctorat a la Universitat Autònoma de Madrid.

## Obres
- Teoría y política del desarrollo económico (1958)
- Lecciones de teoría económica (1968)
- El consumo de tabaco en España y sus factores (1988)